# Marvin Gaye
Marvin Pentz Gay (Washington, 1939. április 2. – Los Angeles, 1984. április 1.) kétszeres Grammy-díjas amerikai énekes, dalszerző, ütőhangszeres. Az 1960-as években nagyban hozzájárult a Motown-hangzás kialakításához, először mint ütőhangszeres, majd mint énekes. A 60-as években is több siker dal fűződik a nevéhez, mint például az I Heard It Through the Grapevine, vagy korábbról a Hitch Hike, a How Sweet It Is (To Be Loved By You), és a Proud and Joy. Gyakran emlegetik a Motown és a soul hercegének.
Az 1970-es években főleg koncept albumokat készített, mint a What’s Going On és a Let’s Get It On.
Az 1980-as években utolsó nagy áttörését a Sexual Healing című dal hozta, ami Grammy-díjat hozott számára.
1984. április 1-jén halt meg, saját apja lőtte le. Posztumusz kapta meg a Grammy-életműdíjat, valamint szintén posztumusz bekerült a Rhythm and Blues Music Hall of Fame-be, és a Rock and Roll Hall of Fame-be.

## Gyermekkora
Marvin Gaye tehetsége már gyermekkorában megmutatkozott, gyakran lépett fel a helyi templomban, ahol apja lelkipásztor volt.
Apja, Marvin Gay Sr. az Isten Háza nevű szekta tagja volt, valamint alkoholista, rendkívül agresszív ember, aki gyakran verte feleségét és gyermekeit. A gyerekek közül Marvin kapta a legtöbb verést, mivel nem volt hajlandó engedelmeskedni apja zsarnokságainak. Emiatt gyakran ki is tették őt az utcára.

## Karrierje

### Korai karrier
Középiskolás éveiben ismerkedett meg a rhythm and blues-zal, csatlakozott a The Moonglows nevű doo-wop együtteshez, ami nem ért el komolyabb sikereket, a Wyatt Earp című dalok sem tudott feltörni a slágerlisták élére.
Rendkívüli érzéke volt a zongorához és az ütőhangszerekhez, és hatalmas, oktávokat átívelő énekhangja volt. 1961-ben Detroitban leszerződött Berry Gory Jr. legendás kiadójához, a Motown Records-hoz.

### Motown Records

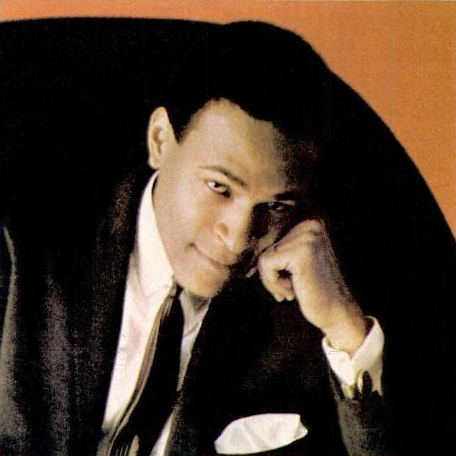
Marvin Gaye 1965-ben

Gaye először csak mint sessionzenész szerepelt a Motown csapatában. Dobolt többek között Smokey Robinsonnak, a fiatal Stevie Wondernek, a Martha and the Vandellasnak, a Marvelettesnek, és a Supremesnek is.
1962-ben készíthette el első szólókislemezét, a Hitch Hike-ot, amely felkerült az amerikai Top 40-es listára.
A Motownnál feleségül vette Berry Gordy Jr. nővérét, Anna Gordyt, bár évek múlva elváltak.
A 60-as években Marvin híres volt romantikus rhythm and blues duettjeiről. Leghíresebb partnere Tammi Terrell volt, de ott volt a sorban még Mary Wells és Diana Ross is. Tammivel nagyon meghitt kapcsolatot ápoltak, ám a pletykák ellenére csak barátok voltak.
Tammi Terrell-lel közösen leghíresebb daluk az Ain’t No Mountain High Enough volt, 1968-ban, de ugyanebben az évben adta ki az I Heard It Through the Grapevine-t, amely a mai napig egyik legsikeresebb dala.
Tammivel közös karrierjük 1970-ben ért véget, amikor Terrell szervezete feladta a küzdelmet az agydaganattal, és az énekesnő elhunyt. Marvin ebben az időszakában mély depresszióba esett, megesküdött, hogy soha többet nem duettezik női előadóval, és sokáig mellőzte a színpadot.

### 1970-es évek,What’s Going On
Gyászában, magányosan dolgozott következő albumán, ami a modern zene egyik legmeghatározóbb anyaga lett. Ez volt a What’s Going On című koncept album. Dalai a korszak égető kérdéseit feszegette, mint a rasszizmus, a korrupció, és a vietnámi háború. Szövegei nagyban alapulnak bátyja levelein, aki akkor tért haza Vietnámból. Az album végleg ledöntötte a fehér és fekete zene közötti különbséget, stíluselemeiben a funk, a jazz és a soul hatásaira tesz utalást. Meglepő, Berry Gordy először nem akarta kiadni az albumot, ami aztán a Rolling Stone magazin Minden idők 500 legjobb albuma listáján a 6. lett.

### Későbbi sikerek
Az 1970-es évek közepére csillaga leáldozni látszott, a Motown olyan ifjú tehetségeknek adott szárnybontogatási lehetőségeket, mint Michael Jackson.
Ekkoriban meggyűlt a gondja a drogokkal, főleg a kokainnal, illetve az adóval, amit nem fizetett. 1978-as Here My Dear albuma elsőtől utolsó daláig Annához fűződő viszonyáról szólt, akitől akkorra már elvált.
1979-ben Hawaiin adott koncertet, ahonnan nem akart visszamenni Amerikába, mert félt, hogy a hatóság azonnal leülteti adókerülés miatt, ha a kontinensre lép.
Ekkoriban összeveszett Berry Gordyval, és átigazolt a Columbia Recordshöz.
Ennél a kiadónál jelent meg a Grammy-díjas Midnight Love, rajta a híres Sexual Healing című dallal. Ez volt Marvin utolsó nagy sikere.
1983-ban Gaye énekelhette el az amerikai himnuszt, a Star Spangled Bannert az NBA All Star Game-en. Ekkoriban már rendezte a viszonyát Gordyval. Szintén föllépett a Motown: Yesterday, Today, Forever elnevezésű, a Motown 25 éves fennállása alkalmából tartott ünnepségen. Ez, valamint egy májusi fellépés a Soul Trainben voltak Gaye utolsó tévés fellépései.

## Halála
Marvint sosem szerette apja, és ez az érzés kölcsönös volt.
Az énekes a szüleivel élt, egyfolytában a szobájában ült, pornót nézett és irdatlan mennyiségű kokaint szívott, miközben a ház előtt rajongók skandálták a nevét. Apja valóságos sértésként élte meg azt, hogy fia híres, egyre több pénzt keres és kezdi átvenni a családfő szerepét.
Gaye igen komoly depresszióval küzdött, öngyilkos akart lenni, de képtelen volt megtenni, így belecsalta apját abba a helyzetbe, amit végig kívánt. Apa és fia között mindennapos volt a veszekedés, és Marvin egy ilyen alkalommal pisztolyt nyomott apja kezébe, mondván, tegye meg, ha akarja.
Egy későbbi veszekedés során Marvin annyira provokálta apját, hogy amikor bement a szobájába, apja utána ment, előrántotta a pisztolyt, amit fia előtte adott neki, és kétszer meglőtte. Fia azonnal holtan rogyott a földre.
Ezután apja öt év felfüggesztett börtönbüntetést kapott, mert a bíróság úgy ítélte meg, fia kiprovokálta viselkedését. Maradék életét egy inglewoodi intézetben élte le.
Marvin posztumusz kapta meg a Grammy-életműdíjat, a Rhythm and Blues Music Hall of Fame és a Rock and Roll Hall of Fame tagságát. Letagadhatatlanul otthagyta lenyomatát a soulban, a kortárs R&B-ben, a neo soulban, és még sok más műfajban.

## További információ
- Hivatalos oldal
- Marvin Gaye a Facebookon
- Marvin Gaye az Internet Movie Database-ben (angolul)
- Marvin Gaye a Rotten Tomatoeson (angolul)